# Дадешкелиани, Константин
Константин Дадешкелиани (1826 – 1857) — последний владетельный князь Сванетии. Происходил из рода Дадешкелиани.

## Биография
Сын владетельного князя Циоко Дадешкелиани, умершего от малярии в 1841 году во время участия в боевых действиях в Абхазии на стороне России. В следующем году бабушка Константина, Гиго-Ханум Дадешкелиани погибла в результате междоусобной распри с князем Татарханом, также из рода Дадешкелиани.
После победы Татархана (1842) бежал из Сванетии. Однако затем ему удалось вернуться и одержать победу над другими претендентами на власть.
Его усиление встревожило Россию. К этому времени (1857) Сванетия признавала власть России лишь номинально, но была со всех сторон окружена собственно российскими территориями. Русское командование опасалось, что энергичный и независимый по своему характеру и положению князь, чьи земли были отделены труднодоступными горными перевалами, сможет при желании возглавить крупное антироссийское восстание, которое может распространиться на соседние области, в первую очередь, на Цебельду и Карачай. В результате, в июле 1857 года была подготовлена военная экспедиция в Сванетию во главе с начальником штаба Кутаисского губернатора князя Александра Ивановича Гагарина — полковником Петром Карловичем Усларом.
Cчитая нецелесообразным вести борьбу против России, решил примириться с правительством. Когда отряд, отправленный из Кутаиси, добрался до Сванетии, сам явился к Услару и сдался ему, чем конфликт был, казалось бы, исчерпан.
Российский наместник на Кавказе князь А.И. Барятинский желал полного присоединения Сванетии к России. Услар также считал, что оставлять Константина в Сванетии было бы для России опасно. Поэтому, после некоторых колебаний, князь Барятинский принял решения выслать князя Константина Дадешкелиани в Эривань, а окончательное решение вопроса оставить на усмотрение императора.
24 октября 1857 года к Константину, находившемуся в Кутаиси, явился кутаисский губернатор князь А. И. Гагарин и объявил ему решение наместника. Константин в ответ попросил разрешения вернуться в Сванетию на несколько месяцев для приведения в порядок своих дел, обещая беспрекословно повиноваться распоряжениям наместника. Гагарин, следуя инструкциям, отказал. Взбешённый Константин, выхватив кинжал, смертельно ранил губернатора Гагарина. Он также убил чиновников Ильина и Ардишвили, пытавшихся защитить своего начальника, и ранил телохранителя губернатора.
За это преступление был арестован и предстал перед военным судом, по приговору которого вскоре был расстрелян и захоронен в позорной яме. За дозволение перезахоронить расстрелянного князя в церкви кутаисский губернатор Н. П. Колюбакин в 1862 году был смещён со своего поста.
Сыновья и братья князя Константина Дадешкелиани были высланы из Сванетии. В Сванетии с 1858 года было учреждено приставство (административная единица во главе с русским чиновником — приставом) в составе Кутаисской губернии.